# Wijken in Zele
De Belgische gemeente Zele heeft geen deelgemeenten, maar telt naast het dorpscentrum nog vier grote buitenwijken, namelijk Avermaat in het zuiden, Durmen in het noordoosten, Heikant in het westen en Huivelde in het oosten. In het dorpscentrum heeft ook de wijk Kouter zijn eigen parochie.
Daarnaast liggen er in de gemeente nog diverse kleine wijken.

## Dorp
De dorpskern van Zele ligt centraal in de gemeente. In het centrum kwamen naast landbouwers ook ambachtslui, handelaars en wevers voor. Het aantal inwoners wordt geraamd op 660 in 1572 (samen met Elst, Dries, Kouter en Zandberg), 880 in 1794, 1160 in 1831 en 1700 in 1956.

## Dries
Dries ligt in het centrum, tussen de dorpskern, Kouter, Stokstraat en Elst. Op de wijk Dries zou het ontstaan van de gemeente Zele te situeren geweest zijn (zie Dries (plein). Dries was een wijk waarin naast landbouwers ook wevers woonden. Het aantal inwoners wordt geraamd op 105 in 1794, 170 in 1831 en 990 in 1956.

## Elst
Elst ligt in het centrum, tussen de dorpskern, Dries, en Hoek. Elst was een gemengde wijk waar naast landbouwers ook wevers woonden. In de 20e eeuw was het vooral een arbeiderswijk. Het aantal inwoners wordt geraamd op 65 in 1681, 128 in 1794, 136 in 1831 en 800 in 1956.

## Kamershoek
Kamershoek is een landelijke wijk in het westen van de gemeente, op de grens met Berlare.

## Langevelde
Langevelde is een kleine landelijk wijk in de gemeente, ten oosten van het dorpscentrum. Langevelde ligt tussen Rinkhout, Mespelaar, Durmen en Huivelde. Langevelde is steeds een landelijke wijk geweest, met veel landbouwers. De schrijver Emmanuel Van Driessche was afkomstig van deze wijk. Het aantal inwoners wordt geraamd op 235 in 1572 (samen met de wijk Mespelaar) en 155 in 1794 en in 1956.

## Mespelaar
Mespelaar is een kleine landelijke wijk in het noordoosten van de gemeente. Mespelaar ligt tussen de wijken Rinkhout, Langevelde, Durmen en Huivelde. Het is steeds een landelijke wijk geweest, met veel landbouwers. Het aantal inwoners wordt geraamd op 60 in 1794, 80 in 1831 en 55 in 1956.

## Stokstraat
Stokstraat ligt in het noordwesten van het dorpscentrum Zele, gelegen tussen de wijken Bos, Kouter, Wezepoel en Dries en grenzend aan Lokeren. Stokstraat was een landelijke wijk, met veel landbouwers. Het aantal inwoners wordt geraamd op 315 in 1572 (samen met de wijk Wezepoel), 225 in 1794, 290 in 1831 en 660 in 1956.

## Wezepoel
Wezepoel is een wijk die ligt aan de noordwestelijke rand van het dorpscentrum, tussen de wijken Bos, Kouter, Stokstraat en Dries. Wezepoel was een landelijke wijk, met veel landbouwers. Het aantal inwoners wordt geraamd op 315 in 1572 (samen met Stokstraat), 475 in 1794, 955 in 1831 en 690 in 1956.

## Zandberg

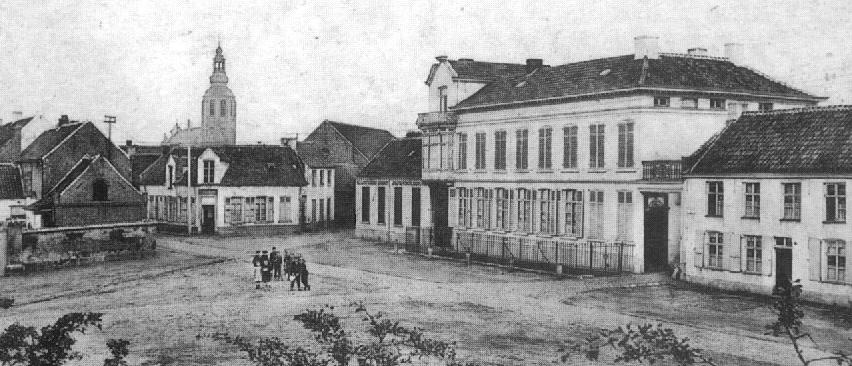
Brouwerij Amelot op de Zandberg begin twintigste eeuw

Zandberg ligt in het centrum, net ten oosten van de dorpskern bij de wijken Rinkhout en Dries. Centraal op de wijk Zandberg, waar nu het Zandbergplein is, stond tot in de jaren 1930 een windmolen. In de wijk Zandberg woonden veel wevers en arbeiders. Van het midden van de 19e eeuw tot het midden van de 20e eeuw was het een der meest verpauperde buurten van de gemeente. Het aantal inwoners wordt geraamd op 340 in 1774, 810 in 1831 en 1383 in 1956.

## Voetnoten
1. ↑  Gemeentelijk Ruimtelijk Structuurplan Zele